# 견유주의
견유주의(犬儒主義), 냉소주의(冷笑主義) 또는 시니시즘(cynicism)은 관습, 제도, 법률 등을 부정하며, 자연스러운 삶을 추구한다.

## 같이 보기
- 의심
- 두머
- 광신주의
- 인간 본성
- 멜랑콜리아
- 인간혐오
- 도덕 실재론
- 허무주의
- 염세주의
- 실용주의
- 원망
- 합리적 선택 이론
- 회의주의